# Os jugal

Crâne d'anapside
j : os jugal
p : pariétal
po : postorbitaire
q : carré
qj : quadratojugal
sq : squamosal ou temporale

L'os jugal ou os malaire est l'os qui forme la pommette, qui appartient à l'arcade osseuse de la joue. Il relie le maxillaire et l'os frontal à l'os temporal.

## Étymologie
Le terme de jugal dérive du latin jugalis qui signifie « joug, qui a la forme d'un joug ».
Chez l'homme, cet os porte aussi le nom de zygoma.

### Note
1. ↑  Informations lexicographiques et étymologiques de « jugal »  dans le Trésor de la langue française informatisé, sur le site du Centre national de ressources textuelles et lexicales